# Geworik Poghosjan
Geworik Poghosjan (ur. 13 marca 1984) – ormiański sztangista, mistrz Europy.
Największym jego sukcesem jest złoty medal mistrzostw Europy (2010) zdobyty w kategorii do 85 kg.

## Wyniki
| Rok  | Zawody             | Miasto     | Miejsce | Kategoria | Wynik  |
| ---- | ------------------ | ---------- | ------- | --------- | ------ |
| 2007 | Mistrzostwa świata | Chiang Mai | 16      | do 85 kg  | 348 kg |
| 2009 | Mistrzostwa Europy | Bukareszt  | 8       | do 85 kg  | 358 kg |
| 2009 | Mistrzostwa świata | Goyang     | 4       | do 85 kg  | 374 kg |
| 2010 | Mistrzostwa Europy | Mińsk      | 1       | do 85 kg  | 369 kg |
| 2010 | Mistrzostwa świata | Antalya    | 11      | do 94 kg  | 380 kg |
| 2011 | Mistrzostwa Europy | Kazań      | 3       | do 94 kg  | 389 kg |